# Youtubers Union
Die Youtubers Union (englisch Gewerkschaft der Youtuber) ist eine Vereinigung von YouTubern, die sich für die Belange der Community von Video-Produzenten für YouTube engagiert. Die Youtubers Union wurde im März 2018 von Jörg Sprave gegründet. Zentrales Anliegen der Organisation ist die Interessensvertretung der Video-Produzenten gegenüber dem Unternehmen YouTube und die Verbesserung der Arbeitsbedingungen der YouTuber. Im Oktober 2018 waren nach Angaben des Gründers mehr als 16.000 Personen in der Youtubers Union organisiert.
Seit Juli 2019 kooperiert die Youtubers Union im Projekt „FairTube“ mit der IG Metall, um unter anderem eindeutige und nachvollziehbare Regeln für Werbeeinblendungen und Löschungen von Videos, die Einrichtung einer unabhängigen Schlichtungsstelle und die Einrichtung eines Mitbestimmungs-Gremiums für YouTuber gegenüber dem Konzern zu erreichen.

## Hintergrund
Das Unternehmen YouTube bietet bereits seit 2007 für Video-Produzenten die Möglichkeit zur Vergütung durch Werbeeinblendungen zu den eigenen Veröffentlichungen; Voraussetzung dafür ist, YouTube-„Partner“ zu sein. Maßgeblich für die Zuteilung des „Partner“-Status ist die Reichweite der Veröffentlichungen – Mindestanforderungen sind etwa 1000 Abonnenten und mehr als 4000 Stunden Wiedergabezeit innerhalb der letzten 12 Monate (Stand Juli 2019).
Videos auf YouTube werden allerdings per Algorithmus auf potenzielles Interesse der Zuschauer bewertet, dessen konkreter Mechanismus und maßgebliche Faktoren sind nicht öffentlich. Zudem wird Werbung ebenfalls automatisiert zugeteilt, sodass Video-Produzenten die Grundlage für den (monetären) (Miss-)Erfolg ihres Kanals nicht kennen. Änderungen im Algorithmus können folglich zu spontanen Einbrüchen im Einkommen führen – ohne dass ein Video-Produzent Einfluss darauf hat.
Im Jahr 2017 gab es verschiedene Vorkommnisse und Berichterstattungen, die teilweise zu heftigen öffentlichen Debatten um die Video-Plattform und deren Inhalte führten. In der Folge zogen einige Unternehmen Werbeaufträge zurück und setzten YouTube damit unter Druck. Das Kofferwort „Adpocalypse“ aus „Advertisement“ (Werbung) und „Apokalypse“ wurde geprägt. Werbeanzeigen verschiedener Konzerne wurden im „Umfeld extremistischer Videos“ gezeigt. Ein viraler Artikel von Medium.com beleuchtete verschiedene Aspekte von Videos, die automatisiert für Kinder und Familien vorgeschlagen wurden. Der Verfasser James Bridle diskutiert grundsätzliche Aspekte und Spezifisches, beispielsweise die inhaltsarme Gestaltung – mangelnde Abgrenzung und Kennzeichnung von Werbung – oder den Suchtfaktor und „verstörende“ Inhalte. Dem YouTuber Logan Paul beispielsweise wurde im Februar 2018 die Teilnahme an Monetarisierungsmöglichkeiten versagt.
YouTube passte daraufhin seine Algorithmen an, damit „Anzeigen nur dort laufen, wo sie auch laufen sollen“. Dies bedeute, dass eine „sorgfältigere Prüfung“ vorgenommen werde, welche Inhalte für Werbung geeignet seien. Konkret wurden dann zu Beginn 2018 die „Richtlinien für werbefreundliche Inhalte“ veröffentlicht, die weitreichend Inhalte nennen, die für Werbetreibende ungeeignet seien. Dabei verstießen etwa die Videos Spraves nicht gegen die bereits zuvor bestehenden „Content-Guidelines“ (Richtlinien für Inhalte). Durch die Änderung 2018 solle es erschwert werden, „mit gewalthaltigen, übertrieben sexuellen oder schlicht geschmacklosen Filmen noch Werbegelder zu verdienen.“
Die aktuellen Richtlinien für „werbefreundliche Inhalte“ nennen etwa „Inhalte nur für Erwachsene“ (beispielsweise „Nacktheit“), „Kontroverse Themen und heikle Ereignisse“ (beispielsweise „Politische Konflikte“) oder „Inhalte mit Bezug auf Schusswaffen“ (beispielsweise „Missbräuchliche Verwendung von Schusswaffen“) (Stand Juli 2019). Derartige Videos würden mit dem Status „Eingeschränkte oder keine Anzeigen“ versehen.
Als Betreiber des Slingshot-Channels war Jörg Sprave von dieser Anpassung betroffen, einem Golem.de-Artikel nach sanken seine Werbeeinnahmen zwischen Herbst 2017 und Frühjahr 2018 von etwa 6500 US-Dollar auf rund 1500 US-Dollar monatlich – ohne die Möglichkeit einer Einflussnahme oder Anspruch auf eine individuelle, detaillierte Begründung.

## Gründung
Zentrales Anliegen der Youtubers Union ist die Verbesserung der Arbeitsbedingungen der YouTuber. Gründer Sprave bemängelte in einem Artikel, der kurz nach der Gründung der Youtubers Union auf Vice.com erschien, dass das Unternehmen YouTube beispielsweise keine klare, direkte Kommunikation mit den Video-Produzenten pflege.
Sprave versuchte nach der Demonetarisierung seiner Videos zu Beginn des Jahres 2018 mit seinem „Partner-Manager“ in Kontakt zu treten, einem YouTube-Angestellten, der Kontakt zu Video-Produzenten pflegt. Nachdem diese Versuche erfolglos geblieben waren, wurde Sprave, zusammen mit anderen YouTubern, zu einem Seminar über Monetarisierung eingeladen. Dort wurde nach Angaben Spraves vermittelt, dass kontroverse Inhalte nicht erwünscht seien. Bereits ein „verdächtiger“ Begriff im Titel eines Videos sei problematisch, da die Algorithmen („Bots“) diese fehlinterpretieren würden.
Dem konkreten Wandel der Monetarisierungsbedingungen 2018 gingen nach Sprave bereits zwei Jahre verschiedener, intransparenter Änderungen in Nutzungsbedingungen und Algorithmen voraus.

## Organisatorische Aspekte
Die Youtubers Union ist im traditionellen Sinne und formal keine Gewerkschaft. Sie organisiert transnational Personen und vertritt gewerkschaftliche Themen und Interessen, verfügt aber beispielsweise nicht über nationale Organisationen, in denen sich die Mitglieder dieser Nationalität organisieren. Entsprechend gibt es keinen internationalen Dachverband. So kann trotz US-amerikanischer Mitglieder keine Anerkennung durch das National Labor Relations Board erfolgen. Grundsätzlich sind YouTuber keine Angestellten von Google oder einer Tochter des Unternehmens. In Deutschland spricht der Partner IG Metall daher ebenfalls von „Bewegung“. Daniel Joseph, der sich als freier Forscher mit digitalen Plattformen beschäftigt, betrachtet dies als grundsätzliches Problem der digitalen Arbeit.

“[This] prevents people from organizing in traditional ways, they have to meet on Slack, and Discord. They can't meet at the watercooler to complain about the boss.”

„Dies verhindert die Organisation von Menschen in klassischen Formen. Sie müssen sich auf Slack oder Discord besprechen. Sie können sich nicht einfach [in der Teeküche] treffen, um sich über den Chef zu beschweren.“

Jörg Sprave stellt dem den grundsätzlichen Gedanken der Möglichkeit zur Meinungsäußerung und Mitbestimmung gegenüber:

„Für mich ist wichtig, dass die Personen, die mit YouTubes neuen Richtlinien nicht zufrieden sind, eine Gemeinschaft formen – statt nur gemeinsamer Frustration.“

Im Vice.com-Artikel über die Gründung der Youtubers Union wird eine Parallele zum Arbeitskampf um bessere Bedingungen bei Uber aufgezeigt, einem Vermittlungsdienst für Personenbeförderungen. Dessen Fahrer sind nach Betrachtung Ubers formal eigenständige Unternehmer. Ein im Jahr 2016 im US-Bundesstaat Kalifornien begonnenes Gerichtsverfahren über die Anerkennung der Abhängigkeit von Fahrern gegenüber Uber führte dann per außergerichtlicher Einigung zur Anerkennung einer „Drivers Association“ (Fahrer-Vertretung). Diese ist formal ebenfalls keine Gewerkschaft, vertritt aber die Interessen der Fahrer gegenüber der Unternehmensleitung. Auch die Süddeutsche Zeitung betrachtet die Gemeinsamkeiten zwischen YouTube und Uber. In dem Artikel über die Youtubers Union – Klassenkampf der Klicks – wird auf ein Urteil des Europäischen Gerichtshofs verwiesen, nach dem Uber nicht nur Online-Dienst, sondern auch Taxi-Unternehmen sei und Gewerkschaften die Aushandlung von fairen Arbeitsbedingungen zustehe.

## Kampagne „FairTube“
Die FairTube-Kampagne ist gemeinsames Projekt der IG Metall und der Youtubers Union. In einem am 26. Juli 2019 veröffentlichten Video treten YouTuber Jörg Sprave, die zweite Vorsitzende der IG-Metall Christiane Benner und Rechtsanwalt Thomas Klebe als Arbeitsrecht-Experte auf. In dem Video wird die Zusammenarbeit vorgestellt und einzelne Aspekte erläutert. Das Unternehmen YouTube wird dabei zu Gesprächen aufgefordert. Auf der zur gleichen Zeit veröffentlichten Website der Kampagne werden die Forderungen wie folgt beschrieben:
1. Transparenz aller Kategorien und Entscheidungskriterien, die Auswirkungen auf die Monetarisierung und die Empfehlung von Videos haben
2. Nachvollziehbarkeit von Einzelentscheidungen – zum Beispiel: Welche Stellen in einem Video verstoßen gegen welche Kriterien?
3. Menschliche, qualifizierte und entscheidungsbefugte Ansprechpartner für die YouTuber
4. Einspruchsmöglichkeiten bei Einzelentscheidungen
5. Eine unabhängige Schlichtungsstelle
6. Mitbestimmung für YouTuber, z. B. in Form eines Beirats

Die IG Metall ist dabei bereits seit dem Jahr 2015 bestrebt, die Arbeitsbedingungen auf digitalen Plattformen zu verbessern.
Jörg Sprave fasst seine zehnjährigen Erfahrungen als Video-Produzent anlässlich des Starts von FairTube für YouTube wie folgt zusammen:

„YouTuber zu sein ist nur scheinbar ein Traumberuf. Extrem hohe Arbeitsbelastung, Existenzsorgen und starke Einkommensschwankungen sind die harte Realität für die „Creators“. In der Realität ist man der Willkür einer übermächtigen Plattform ausgeliefert. Es ist höchste Zeit für Veränderungen.“

### Arbeitsrechtliche Einordnung & Scheinselbstständigkeit von Videoproduzenten
Der Arbeitsrecht-Experte Thomas Klebe sieht verschiedene Hinweise auf das Vorliegen von Scheinselbstständigkeit bei Videoproduzenten, die auf Youtube ihre Arbeiten veröffentlichen und monetarisieren. Etwa sprächen dafür die beständige Bewertung und die vollständige Akquise und Verwaltung der Werbung über den Konzern YouTube. Christiane Benner formuliert die Frage: „Sind das [YouTuber] noch unabhängige, freie Partner – oder miserabel behandelte Angestellte?“
Die arbeitsrechtliche Einordnung der Video-Produzenten als Arbeitnehmer bedeutete etwa die Nachzahlung von Sozialversicherungsbeiträgen. Nach Klebe wäre in Zukunft die Neudefinition des Begriffs Arbeitnehmer durch die Gesetzgebung denkbar, da sicher sei: „YouTuber sind in hohem Maße schutzbedürftig.“

### Datenschutz-Grundverordnung & YouTuber
Nach der Datenschutz-Grundverordnung (DSGVO) sind Unternehmen (data controller) gegenüber Nutzern (data subject) verpflichtet, über alle personenbezogenen Daten Auskunft zu erhalten. FairTube betrachtet dabei die automatisierte oder menschliche Bewertung von Videos als personenbezogen und die Geheimhaltung der Kriterien als Verstoß gegen die DSGVO. Grundlage für diese Einordnung ist ein Gerichtsurteil des Gerichtshofs der Europäischen Union, nach dem auch die Kategorisierung von Video-Produkten auf YouTube personenbezogene Daten darstellen kann.

## Öffentliche Wahrnehmung
Caspar von Au betont in seinem Artikel Klassenkampf um Klicks in der Süddeutschen Zeitung die Monopol-Stellung YouTubes und die damit einhergehende besondere Verantwortung für Video-Produzenten und Zuschauer.
Christoph Neuberger, Professor für Kommunikationswissenschaft, sieht Ähnlichkeiten zwischen den Anliegen der Youtubers Union und den Anfängen der Arbeitskämpfe während der Industrialisierung im 19. Jahrhundert. Während dieser historischen Phase wurden erstmals Tarifverträge und geregelte Arbeitszeiten erstritten. (Siehe auch: Soziale Frage)
Der Kommunikationswissenschaftler Bertram Gugel kritisiert an den  Arbeitsbedingungen von YouTubern, dass Video-Produzenten dort zum „Rohstoff“ einer „Werbeplattform“ würden.